# Lista siturilor arheologice din județul Călărași - S
Lista siturilor arheologice din județul Călărași - S conține toate siturile arheologice din județul Călărași înscrise în Repertoriul Arheologic Național (RAN) și aflate în localități al căror nume începe cu litera S. RAN este administrat de Ministerul Culturii și Patrimoniului Național și cuprinde date științifice, cartografice, topografice, imagini și planuri, precum și orice alte informații privitoare la zonele cu potențial arheologic, studiate sau nu, încă existente sau dispărute.
Puteți căuta un sit din localitățile care încep cu litera S folosind formularul de mai jos sau puteți naviga prin toate siturile din județ la Lista siturilor arheologice din județul Călărași.
| Cod RAN                                | Denumire | Localitate                         | Adresă                                    | Datare                                             | Descoperit                           | Coordonate                                    | Imagine           | Erori            |
| -------------------------------------- | --- | ---------------------------------- | ----------------------------------------- | -------------------------------------------------- | ------------------------------------ | --------------------------------------------- | ----------------- | ---------------- |
| 104216.02.03 (Cod LMI: CL-I-s-A-14580) | Situl arheologic de la Sultana - "Ghețărie" / ansamblu anonim(Valea lui Malciu) (Categorie: locuire civilă) (Tip: Așezare)                          | sat Sultana, comuna Mânăstirea     | Ghețărie                                  | geto-dacică secolele IV - I a. Chr                 | 1972                                 | 44°15′44″N 26°51′52″E / 44.26211°N 26.86444°E | Încărcați imagine | Raportați eroare |
| 104216.02.02 (Cod LMI: CL-I-s-A-14580) | Situl arheologic de la Sultana - "Ghețărie" / ansamblu anonim(Valea lui Malciu) (Categorie: locuire civilă) (Tip: Locuire)                          | sat Sultana, comuna Mânăstirea     | Ghețărie                                  |                                                    | 1972                                 | 44°15′44″N 26°51′52″E / 44.26211°N 26.86444°E | Încărcați imagine | Raportați eroare |
| 104216.02.05 (Cod LMI: CL-I-s-A-14580) | Situl arheologic de la Sultana - "Ghețărie" / ansamblu anonim(Valea lui Malciu) (Categorie: locuire civilă) (Tip: Așezare)                          | sat Sultana, comuna Mânăstirea     | Ghețărie                                  | sec. IX-X                                          | 1972                                 | 44°15′44″N 26°51′52″E / 44.26211°N 26.86444°E | Încărcați imagine | Raportați eroare |
| 104216.02.06 (Cod LMI: CL-I-s-A-14580) | Situl arheologic de la Sultana - "Ghețărie" / ansamblu anonim(Valea lui Malciu) (Categorie: locuire civilă) (Tip: așezare)                          | sat Sultana, comuna Mânăstirea     | Ghețărie                                  |                                                    | 1972                                 | 44°15′44″N 26°51′52″E / 44.26211°N 26.86444°E | Încărcați imagine | Raportați eroare |
| 104216.02.01 (Cod LMI: CL-I-s-A-14580) | Situl arheologic de la Sultana - "Ghețărie" / ansamblu anonim(Valea lui Malciu) (Categorie: locuire civilă) (Tip: Locuire)                          | sat Sultana, comuna Mânăstirea     | Ghețărie                                  |                                                    | 1972                                 | 44°15′44″N 26°51′52″E / 44.26211°N 26.86444°E | Încărcați imagine | Raportați eroare |
| 104216.02.07 (Cod LMI: CL-I-s-A-14580) | Situl arheologic de la Sultana - "Ghețărie" / ansamblu anonim(Valea lui Malciu) (Categorie: locuire civilă) (Tip: Cimitir)                          | sat Sultana, comuna Mânăstirea     | Ghețărie                                  | sec. XVIII                                         | 1972                                 | 44°15′44″N 26°51′52″E / 44.26211°N 26.86444°E | Încărcați imagine | Raportați eroare |
| 104216.02.04 (Cod LMI: CL-I-s-A-14580) | Situl arheologic de la Sultana - "Ghețărie" / ansamblu anonim(Valea lui Malciu) (Categorie: locuire civilă) (Tip: Necropolă)                        | sat Sultana, comuna Mânăstirea     | Ghețărie                                  | sarmatică                                          | 1972                                 | 44°15′44″N 26°51′52″E / 44.26211°N 26.86444°E | Încărcați imagine | Raportați eroare |
| 104216.03.02                           | Situl arheologic de la Sultana - Malu Roșu / ansamblu anonim (Categorie: locuire civilă) (Tip: Așezare)                                             | sat Sultana, comuna Mânăstirea     | Malu Roșu                                 | Gumelnița - A1, A2, B1                             | 1923                                 | 44°15′42″N 26°52′14″E / 44.26173°N 26.87059°E | Încărcați imagine | Raportați eroare |
| 104216.03.01                           | Situl arheologic de la Sultana - Malu Roșu / ansamblu anonim (Categorie: locuire civilă) (Tip: Așezare)                                             | sat Sultana, comuna Mânăstirea     | Malu Roșu                                 | Boian                                              | 1923                                 | 44°15′42″N 26°52′14″E / 44.26173°N 26.87059°E | Încărcați imagine | Raportați eroare |
| 104216.03.03                           | Situl arheologic de la Sultana - Malu Roșu / ansamblu anonim (Categorie: locuire civilă) (Tip: Necropolă)                                           | sat Sultana, comuna Mânăstirea     | Malu Roșu                                 | Gumelnița                                          | 1923                                 | 44°15′42″N 26°52′14″E / 44.26173°N 26.87059°E | Încărcați imagine | Raportați eroare |
| 104216.03.04                           | Situl arheologic de la Sultana - Malu Roșu / ansamblu anonim (Categorie: locuire civilă) (Tip: Așezare)                                             | sat Sultana, comuna Mânăstirea     | Malu Roșu                                 | Cernavodă II                                       | 1923                                 | 44°15′42″N 26°52′14″E / 44.26173°N 26.87059°E | Încărcați imagine | Raportați eroare |
| 102437.01.01 (Cod LMI: CL-I-s-B-14575) | Situl arheologic de la Sălcioara / ansamblu anonim (Categorie: locuire civilă) (Tip: Așezare)                                                       | sat Sălcioara, comuna Curcani      |                                           | Boian - Vidra                                      | 1990                                 | 44°11′57″N 26°34′15″E / 44.19917°N 26.57083°E | Încărcați imagine | Raportați eroare |
| 102437.01.06 (Cod LMI: CL-I-s-B-14575) | Situl arheologic de la Sălcioara / ansamblu anonim (Categorie: locuire civilă) (Tip: Necropolă de inhumație)                                        | sat Sălcioara, comuna Curcani      |                                           | sec. XVI - XVII                                    | 1990                                 | 44°11′57″N 26°34′15″E / 44.19917°N 26.57083°E | Încărcați imagine | Raportați eroare |
| 102437.01.02 (Cod LMI: CL-I-s-B-14575) | Situl arheologic de la Sălcioara / ansamblu anonim (Categorie: locuire civilă) (Tip: așezare)                                                       | sat Sălcioara, comuna Curcani      |                                           | Tei                                                | 1990                                 | 44°11′57″N 26°34′15″E / 44.19917°N 26.57083°E | Încărcați imagine | Raportați eroare |
| 102437.01.03 (Cod LMI: CL-I-s-B-14575) | Situl arheologic de la Sălcioara / ansamblu anonim (Categorie: locuire civilă) (Tip: așezare)                                                       | sat Sălcioara, comuna Curcani      |                                           |                                                    | 1990                                 | 44°11′57″N 26°34′15″E / 44.19917°N 26.57083°E | Încărcați imagine | Raportați eroare |
| 102437.01.04 (Cod LMI: CL-I-s-B-14575) | Situl arheologic de la Sălcioara / ansamblu anonim (Categorie: locuire civilă) (Tip: așezare)                                                       | sat Sălcioara, comuna Curcani      |                                           | Sântana de Mureș - Cerneahov                       | 1990                                 | 44°11′57″N 26°34′15″E / 44.19917°N 26.57083°E | Încărcați imagine | Raportați eroare |
| 102437.01.05 (Cod LMI: CL-I-s-B-14575) | Situl arheologic de la Sălcioara / ansamblu anonim (Categorie: locuire civilă) (Tip: așezare)                                                       | sat Sălcioara, comuna Curcani      |                                           | Dridu                                              | 1990                                 | 44°11′57″N 26°34′15″E / 44.19917°N 26.57083°E | Încărcați imagine | Raportați eroare |
| 104216.04.01                           | Situl arheologic de la Sultana - "Cărarea Oilor" / ansamblu anonim (Categorie: locuire civilă) (Tip: așezare)                                       | sat Sultana, comuna Mânăstirea     | Cărarea Oii                               | Coslogeni                                          | 1965                                 | 44°15′32″N 26°52′39″E / 44.25875°N 26.87747°E | Încărcați imagine | Raportați eroare |
| 104216.04.02                           | Situl arheologic de la Sultana - "Cărarea Oilor" / ansamblu anonim (Categorie: locuire civilă) (Tip: așezare)                                       | sat Sultana, comuna Mânăstirea     | Cărarea Oii                               | Sântana de Mureș - Cerneahov sec. al IV-lea        | 1965                                 | 44°15′32″N 26°52′39″E / 44.25875°N 26.87747°E | Încărcați imagine | Raportați eroare |
| 104216.04.03                           | Situl arheologic de la Sultana - "Cărarea Oilor" / ansamblu anonim (Categorie: locuire civilă) (Tip: Așezare)                                       | sat Sultana, comuna Mânăstirea     | Cărarea Oii                               | Dridu sec. X-XI                                    | 1965                                 | 44°15′32″N 26°52′39″E / 44.25875°N 26.87747°E | Încărcați imagine | Raportați eroare |
| 104216.05.01                           | Necropola de sec. IV de la Sultana-Canalul de irigație / ansamblu anonim (Categorie: descoperire funerară) (Tip: necropola)                         | sat Sultana, comuna Mânăstirea     | Canalul de irigație                       | Sântana de Mureș - Cerneahov sec. IV               | 1965                                 | 44°15′29″N 26°52′09″E / 44.25792°N 26.86914°E | Încărcați imagine | Raportați eroare |
| 104216.06.01                           | Așezarea culturii Boian de la Sultana - "Stația de irigație Sultana / ansamblu anonim (Categorie: locuire civilă) (Tip: Locuire)                    | sat Sultana, comuna Mânăstirea     | Stația de irigație Sultana                | Boian - Giulești                                   | 1968                                 | 44°15′37″N 26°52′13″E / 44.26036°N 26.87017°E | Încărcați imagine | Raportați eroare |
| 104216.07.01                           | Așezarea culturii Sântana de Mureș-Cerneahov de la Sultana - "Terasa Malul Roșu" / ansamblu anonim (Categorie: locuire civilă) (Tip: așezare)       | sat Sultana, comuna Mânăstirea     | Terasa Malul Roșu                         | Sântana de Mureș - Cerneahov                       | 1972                                 | 44°15′41″N 26°52′08″E / 44.26135°N 26.86883°E | Încărcați imagine | Raportați eroare |
| 104216.08.01                           | Așezarea culturii Boian de la Sultana - "Terasa Ghețărie" / ansamblu anonim(Terasa Valea lui Malciu) (Categorie: locuire civilă) (Tip: Așezare)     | sat Sultana, comuna Mânăstirea     | Terasa Ghețărie                           | Boian                                              | 1958                                 | 44°15′37″N 26°51′42″E / 44.26041°N 26.86175°E | Încărcați imagine | Raportați eroare |
| 104216.09.02                           | Așezarea de la Sultana - "Valea Chirnogeanului" / ansamblu anonim(Rățărie, Valea lui Marinciu) (Categorie: locuire civilă) (Tip: Așezare)           | sat Sultana, comuna Mânăstirea     | Valea Chirnogeanului                      | geto-dacică                                        | 1972                                 | 44°15′45″N 26°51′42″E / 44.2625°N 26.86175°E  | Încărcați imagine | Raportați eroare |
| 104216.09.03                           | Așezarea de la Sultana - "Valea Chirnogeanului" / ansamblu anonim(Rățărie, Valea lui Marinciu) (Categorie: locuire civilă) (Tip: Așezare)           | sat Sultana, comuna Mânăstirea     | Valea Chirnogeanului                      | Dridu sec. IX-X                                    | 1972                                 | 44°15′45″N 26°51′42″E / 44.2625°N 26.86175°E  | Încărcați imagine | Raportați eroare |
| 104216.09.01                           | Așezarea de la Sultana - "Valea Chirnogeanului" / ansamblu anonim(Rățărie, Valea lui Marinciu) (Categorie: locuire civilă) (Tip: locuire sezonieră) | sat Sultana, comuna Mânăstirea     | Valea Chirnogeanului                      |                                                    | 1972                                 | 44°15′45″N 26°51′42″E / 44.2625°N 26.86175°E  | Încărcați imagine | Raportați eroare |
| 104216.09.04                           | Așezarea de la Sultana - "Valea Chirnogeanului" / ansamblu anonim(Rățărie, Valea lui Marinciu) (Categorie: locuire civilă) (Tip: așezare)           | sat Sultana, comuna Mânăstirea     | Valea Chirnogeanului                      |                                                    | 1972                                 | 44°15′45″N 26°51′42″E / 44.2625°N 26.86175°E  | Încărcați imagine | Raportați eroare |
| 104216.10.01                           | Necropolă birituală Dridu de la Sultana / ansamblu anonim (Categorie: descoperire funerară) (Tip: Necropolă)                                        | sat Sultana, comuna Mânăstirea     | Valea Chirnogeanului                      | Dridu sec. VIII - IX                               | 1958                                 | 44°15′35″N 26°51′32″E / 44.25972°N 26.85886°E | Încărcați imagine | Raportați eroare |
| 104216.11.01                           | Tumulul de epoca bronzului de la Sultana "Movila Mare" / ansamblu anonim(Movila Sultana) (Categorie: descoperire funerară) (Tip: Tumul)             | sat Sultana, comuna Mânăstirea     | Movila Mare                               | Yamnaia                                            | 1970                                 | 44°15′39″N 26°51′29″E / 44.26083°N 26.85806°E | Încărcați imagine | Raportați eroare |
| 104216.12.01                           | Tumulul de epoca bronzului de la Sultana - "Movila lui Grasu" / ansamblu anonim (Categorie: descoperire funerară) (Tip: Tumul)                      | sat Sultana, comuna Mânăstirea     | Movila lui Grasu                          | Cernavodă II                                       |                                      | 44°15′42″N 26°51′14″E / 44.2617°N 26.85394°E  | Încărcați imagine | Raportați eroare |
| 104216.13.01                           | Tumulul de epoca bronzului de la Sultana - "Movila lui Puciu" / ansamblu anonim(Tumulul nr. 2) (Categorie: descoperire funerară) (Tip: Tumul)       | sat Sultana, comuna Mânăstirea     | Movila lui Puciu                          | Coslogeni                                          | 1961                                 | 44°15′36″N 26°50′56″E / 44.26006°N 26.84881°E | Încărcați imagine | Raportați eroare |
| 104216.13.02                           | Tumulul de epoca bronzului de la Sultana - "Movila lui Puciu" / ansamblu anonim(Tumulul nr. 2) (Categorie: descoperire funerară) (Tip: Tumul)       | sat Sultana, comuna Mânăstirea     | Movila lui Puciu                          | Zimnicea - Plovdiv                                 | 1961                                 | 44°15′36″N 26°50′56″E / 44.26006°N 26.84881°E | Încărcați imagine | Raportați eroare |
| 104216.14.01                           | Situl arheologic de la Sultana "Valea Sârbilor" / ansamblu anonim(Fântâna lui Mocanu) (Categorie: locuire civilă) (Tip: Așezare)                    | sat Sultana, comuna Mânăstirea     | Valea Sârbilor                            | geto-dacică                                        | 1966                                 | 44°15′49″N 26°51′14″E / 44.26364°N 26.85386°E | Încărcați imagine | Raportați eroare |
| 104216.14.02                           | Situl arheologic de la Sultana "Valea Sârbilor" / ansamblu anonim(Fântâna lui Mocanu) (Categorie: locuire civilă) (Tip: Așezare)                    | sat Sultana, comuna Mânăstirea     | Valea Sârbilor                            | Dridu sec. IX - XI                                 | 1966                                 | 44°15′49″N 26°51′14″E / 44.26364°N 26.85386°E | Încărcați imagine | Raportați eroare |
| 104216.14.03                           | Situl arheologic de la Sultana "Valea Sârbilor" / ansamblu anonim(Fântâna lui Mocanu) (Categorie: locuire civilă) (Tip: Așezare)                    | sat Sultana, comuna Mânăstirea     | Valea Sârbilor                            |                                                    | 1966                                 | 44°15′49″N 26°51′14″E / 44.26364°N 26.85386°E | Încărcați imagine | Raportați eroare |
| 104216.15.01                           | Situl arheologic de la Sultana - Odaia Pisc / ansamblu anonim (Categorie: locuire civilă) (Tip: Așezare)                                            | sat Sultana, comuna Mânăstirea     | Odaia-Pisc                                | Basarabi                                           | 1972                                 | 44°16′02″N 26°51′02″E / 44.26711°N 26.85053°E | Încărcați imagine | Raportați eroare |
| 104216.15.02                           | Situl arhelogic de la Sultana - Odaia Pisc / ansamblu anonim (Categorie: locuire civilă) (Tip: Așezare)                                             | sat Sultana, comuna Mânăstirea     | Odaia-Pisc                                | Dridu                                              | 1972                                 | 44°16′02″N 26°51′02″E / 44.26711°N 26.85053°E | Încărcați imagine | Raportați eroare |
| 104216.15.03                           | Situl arhelogic de la Sultana - Odaia Pisc / ansamblu anonim (Categorie: locuire civilă) (Tip: Așezare)                                             | sat Sultana, comuna Mânăstirea     | Odaia-Pisc                                |                                                    | 1972                                 | 44°16′02″N 26°51′02″E / 44.26711°N 26.85053°E | Încărcați imagine | Raportați eroare |
| 104216.16.01                           | Așezarea getică de la Sultana - "Grădiștea Mare" / ansamblu anonim (Categorie: locuire civilă) (Tip: Așezare)                                       | sat Sultana, comuna Mânăstirea     | Grădiștea Mare                            | geto-dacică                                        | 1923                                 | 44°16′10″N 26°52′11″E / 44.26955°N 26.86964°E | Încărcați imagine | Raportați eroare |
| 104216.16.02                           | Așezarea getică de la Sultana - "Grădiștea Mare" / ansamblu anonim (Categorie: locuire civilă) (Tip: Cimitir)                                       | sat Sultana, comuna Mânăstirea     | Grădiștea Mare                            |                                                    | 1923                                 | 44°16′10″N 26°52′11″E / 44.26955°N 26.86964°E | Încărcați imagine | Raportați eroare |
| 104216.17.01                           | Așezarea getică de la Sultana - "Grădiștea Mică" / ansamblu anonim (Categorie: locuire civilă) (Tip: așezare)                                       | sat Sultana, comuna Mânăstirea     | Grădiștea Mică                            |                                                    | 1974                                 | 44°16′16″N 26°51′19″E / 44.27122°N 26.85528°E | Încărcați imagine | Raportați eroare |
| 104216.17.02                           | Așezarea getică de la Sultana - "Grădiștea Mică" / ansamblu anonim (Categorie: locuire civilă) (Tip: așezare)                                       | sat Sultana, comuna Mânăstirea     | Grădiștea Mică                            | getică                                             | 1974                                 | 44°16′16″N 26°51′19″E / 44.27122°N 26.85528°E | Încărcați imagine | Raportați eroare |
| 105758.02.01                           | Situl arheologic de la Siliștea / ansamblu anonim (Categorie: locuire civilă) (Tip: Așezare)                                                        | sat Siliștea, comuna Valea Argovei | Valea Vânată                              | geto-dacică                                        | Done Șerbănescu. George Trohani 1972 | 44°21′39″N 26°45′04″E / 44.3609°N 26.75117°E  | Încărcați imagine | Raportați eroare |
| 105758.02.02                           | Situl arheologic de la Siliștea / ansamblu anonim (Categorie: locuire civilă) (Tip: Așezare)                                                        | sat Siliștea, comuna Valea Argovei | Valea Vânată                              | Sântana de Mureș - Cerneahov sec. IV               | Done Șerbănescu. George Trohani 1972 | 44°21′39″N 26°45′04″E / 44.3609°N 26.75117°E  | Încărcați imagine | Raportați eroare |
| 105758.02.03                           | Situl arheologic de la Siliștea / ansamblu anonim (Categorie: locuire civilă) (Tip: Așezare)                                                        | sat Siliștea, comuna Valea Argovei | Valea Vânată                              | Dridu sec. IX-X                                    | Done Șerbănescu. George Trohani 1972 | 44°21′39″N 26°45′04″E / 44.3609°N 26.75117°E  | Încărcați imagine | Raportați eroare |
| 105758.03.01                           | Ruinele conacului brâncovenesc de la Siliștea-Dealul Beci / ansamblu anonim (Categorie: locuire) (Tip: Conac)                                       | sat Siliștea, comuna Valea Argovei | Dealul Beci                               |                                                    |                                      |                                               | Încărcați imagine | Raportați eroare |
| 105758.04.01                           | Așezarea Dridu de la Siliștea 1 / ansamblu anonim (Categorie: locuire civilă) (Tip: Așezare)                                                        | sat Siliștea, comuna Valea Argovei | Siliștea 1                                | Dridu                                              | Done Șerbănescu, George Trohani 1972 | 44°22′10″N 26°45′01″E / 44.36947°N 26.75036°E | Încărcați imagine | Raportați eroare |
| 105758.05.01                           | Așezare Dridu de la Siliștea 2 / ansamblu anonim (Categorie: locuire civilă) (Tip: Așezare)                                                         | sat Siliștea, comuna Valea Argovei | Siliștea 2                                | Dridu sec. IX-XI                                   | Done Șerbănescu, George Trohani 1972 | 44°21′41″N 26°45′27″E / 44.3615°N 26.75737°E  | Încărcați imagine | Raportați eroare |
| 105758.06.01                           | Așezare Dridu de la Siliștea 3 / ansamblu anonim (Categorie: locuire civilă) (Tip: Așezare)                                                         | sat Siliștea, comuna Valea Argovei | Siliștea 3                                | Dridu                                              | Done Șerbănescu, George Trohani 1972 | 44°21′41″N 26°45′56″E / 44.36139°N 26.76556°E | Încărcați imagine | Raportați eroare |
| 104895.01.01                           | Așezarea de secol IV de la Sărulești / ansamblu anonim (Categorie: locuire civilă) (Tip: Așezare)                                                   | sat Sărulești, comuna Sărulești    |                                           | Sântana de Mureș - Cerneahov sec. al IV-lea p.Chr. |                                      | 44°24′30″N 26°39′30″E / 44.40833°N 26.65833°E | Încărcați imagine | Raportați eroare |
| 104895.02                              | Așezarea culturii Glina de la Sărulești (Categorie: locuire civilă) (Tip: așezare)                                                                  | sat Sărulești, comuna Sărulești    |                                           |                                                    |                                      | 44°24′48″N 26°38′02″E / 44.41333°N 26.63389°E | Încărcați imagine | Raportați eroare |
| 104920.01.01                           | Așezare de epoca bronzului de la Săndulița / ansamblu anonim (Categorie: locuire civilă) (Tip: Așezare)                                             | sat Săndulița, comuna Sărulești    |                                           | Coslogeni sf. Mil. II î.Hr.                        | 1972                                 | 44°24′53″N 26°38′06″E / 44.41471°N 26.63493°E | Încărcați imagine | Raportați eroare |
| 93879.01.01                            | Așezarea culturii Dridu de la Săpunari / ansamblu anonim (Categorie: locuire civilă) (Tip: Așezare)                                                 | sat Săpunari, comuna Lehliu        |                                           | Dridu sec. IX - X                                  | 2006                                 | 44°29′02″N 26°50′11″E / 44.48389°N 26.83639°E | Încărcați imagine | Raportați eroare |
| 93879.01.02                            | Așezarea culturii Dridu de la Săpunari / ansamblu anonim (Categorie: locuire civilă) (Tip: Așezare)                                                 | sat Săpunari, comuna Lehliu        |                                           |                                                    | 2006                                 | 44°29′02″N 26°50′11″E / 44.48389°N 26.83639°E | Încărcați imagine | Raportați eroare |
| 104895.03.01                           | Așezare de epoca bronzului de la Sărulești / ansamblu anonim (Categorie: locuire civilă) (Tip: așezare)                                             | sat Sărulești, comuna Sărulești    | Sărulești Sat                             | Coslogeni                                          | 1973                                 | 44°23′56″N 26°23′56″E / 44.39889°N 26.39889°E | Încărcați imagine | Raportați eroare |
| 104895.04.01                           | Siliștea medievală de la Sărulești / ansamblu anonim (Categorie: locuire civilă) (Tip: Așezare)                                                     | sat Sărulești, comuna Sărulești    |                                           | sec. XVIII-XIX                                     |                                      | 44°24′29″N 26°36′01″E / 44.40805°N 26.60028°E | Încărcați imagine | Raportați eroare |
| 104895.05.01                           | Așezarea preistorică de la Sărulești / ansamblu anonim (Categorie: așezare) (Tip: Așezare)                                                          | sat Sărulești, comuna Sărulești    | Sărulești Sat                             | Gumelnița                                          | 1972                                 | 44°24′34″N 26°38′32″E / 44.40944°N 26.64222°E | Încărcați imagine | Raportați eroare |
| 104895.05.02                           | Așezarea preistorică de la Sărulești / ansamblu anonim (Categorie: așezare) (Tip: Așezare)                                                          | sat Sărulești, comuna Sărulești    | Sărulești Sat                             | geto-dacică                                        | 1972                                 | 44°24′34″N 26°38′32″E / 44.40944°N 26.64222°E | Încărcați imagine | Raportați eroare |
| 104920.02.01                           | Tumulul de epoca bronzului de la Săndulița - tumulul 1 / ansamblu anonim (Categorie: descoperire funerară) (Tip: Tumul)                             | sat Săndulița, comuna Sărulești    | Două Movile                               | Yamnaia 3200-2800 a.Chr.                           | 1972                                 | 44°26′03″N 26°37′58″E / 44.43417°N 26.63278°E | Încărcați imagine | Raportați eroare |
| 104920.03.01                           | Tumulul de epoca bronzului de la Săndulița - tumulul 2 / ansamblu anonim (Categorie: descoperire funerară) (Tip: Tumul)                             | sat Săndulița, comuna Sărulești    | Două Movile                               | Yamnaia 3200-2800 a.Chr.                           | 1972                                 | 44°26′04″N 26°37′56″E / 44.43444°N 26.63222°E | Încărcați imagine | Raportați eroare |
| 104920.04                              | Siliștea medievală de la Săndulița (Categorie: locuire civilă) (Tip: așezare)                                                                       | sat Săndulița, comuna Sărulești    |                                           |                                                    | 1972                                 | 44°26′15″N 26°37′01″E / 44.4375°N 26.61695°E  | Încărcați imagine | Raportați eroare |
| 105507.01.01                           | Așezarea de epoca bronzului de la Săcele / ansamblu anonim (Categorie: locuire) (Tip: Locuire)                                                      | sat Săcele, comuna Tămădău Mare    |                                           |                                                    | 1972                                 | 44°26′15″N 26°35′12″E / 44.4375°N 26.58667°E  | Încărcați imagine | Raportați eroare |
| 105507.02.01                           | Tumulul de epoca bronzului de la Săcele / ansamblu anonim (Categorie: descoperire funerară) (Tip: necropola tumulară)                               | sat Săcele, comuna Tămădău Mare    |                                           | Yamnaia 3200-2800 a.Chr.                           | 2007                                 | 44°25′40″N 26°34′41″E / 44.42778°N 26.57806°E | Încărcați imagine | Raportați eroare |
| 105758.01.01                           | Tumul funerar al culturii Yamnaia / ansamblu anonim (Categorie: descoperire funerară) (Tip: necropola tumulară)                                     | sat Siliștea, comuna Valea Argovei | Movila lui Buharu                         | Yamnaia 3200-2800 a.Chr.                           | 2007                                 | 44°23′32″N 26°45′42″E / 44.39222°N 26.76167°E | Încărcați imagine | Raportați eroare |
| 105758.07.01                           | Așezarea de secol IV p.Chr. de la Siliștea / ansamblu anonim (Categorie: așezare) (Tip: Așezare)                                                    | sat Siliștea, comuna Valea Argovei |                                           | Sântana de Mureș - Cerneahov sec. al IV-lea        | 2007                                 | 44°23′43″N 26°45′47″E / 44.39528°N 26.76306°E | Încărcați imagine | Raportați eroare |
| 105231.01.01                           | Aezarea din secolul IV de la Sohatu-Balta Sohatu I / ansamblu anonim (Categorie: locuire) (Tip: așezare)                                            | sat Sohatu, comuna Sohatu          | Balta Sohatu I                            | Sântana de Mureș - Cerneahov sec. IV               | 1985                                 | 44°19′07″N 26°28′07″E / 44.31861°N 26.46861°E | Încărcați imagine | Raportați eroare |
| 105231.02.01                           | Aezarea din secolul IV de la Sohatu-Balta Sohatu II / ansamblu anonim (Categorie: locuire) (Tip: așezare)                                           | sat Sohatu, comuna Sohatu          | Balta Sohatu II                           | Sântana de Mureș - Cerneahov sec. IV               |                                      | 44°19′59″N 26°28′50″E / 44.33306°N 26.48056°E | Încărcați imagine | Raportați eroare |
| 105231.03.01                           | Așezarea de epoca bronzului de la Sohatu-Balta Sohatu III / ansamblu anonim (Categorie: locuire) (Tip: așezare)                                     | sat Sohatu, comuna Sohatu          | Balta Sohatu III                          | Tei - III                                          | 1985                                 | 44°19′59″N 26°27′42″E / 44.33306°N 26.46167°E | Încărcați imagine | Raportați eroare |
| 105231.04.01                           | Situl arheologic de la Sohatu-Balta Sohatu IV / ansamblu anonim (Categorie: locuire) (Tip: așezare)                                                 | sat Sohatu, comuna Sohatu          | Balta Sohatu IV                           | Sântana de Mureș - Cerneahov sec. IV               | 2007                                 | 44°19′40″N 26°27′40″E / 44.32778°N 26.46111°E | Încărcați imagine | Raportați eroare |
| 105231.04.02                           | Situl arheologic de la Sohatu-Balta Sohatu IV / ansamblu anonim (Categorie: locuire) (Tip: așezare)                                                 | sat Sohatu, comuna Sohatu          | Balta Sohatu IV                           | sec. XVII-XVIII                                    | 2007                                 | 44°19′40″N 26°27′40″E / 44.32778°N 26.46111°E | Încărcați imagine | Raportați eroare |
| 104216.18.01                           | Tumul la Sultana-Fosta crescătorie de păsări a CAP Sultana / ansamblu anonim (Categorie: descoperire funerară) (Tip: Tumul)                         | sat Sultana, comuna Mânăstirea     | Fosta crescătorie de păsări a CAP Sultana |                                                    | 1960                                 | 44°15′40″N 26°50′37″E / 44.26111°N 26.84361°E | Încărcați imagine | Raportați eroare |
| 104216.19.01                           | Așezarea Coslogeni de la Sultana / ansamblu anonim (Categorie: locuire) (Tip: așezare)                                                              | sat Sultana, comuna Mânăstirea     |                                           | Coslogeni sf. Mil. II î.Hr.                        |                                      | 44°15′32″N 26°25′50″E / 44.25879°N 26.43069°E | Încărcați imagine | Raportați eroare |
| 104216.01.01                           | Situl arheologic de la Sultana - "Valea Orbului" / ansamblu anonim (Categorie: descoperire funerară) (Tip: Necropolă)                               | sat Sultana, comuna Mânăstirea     | Valea Orbului                             | Boian - Bolintineanu, Giulești                     | 1974                                 | 44°16′15″N 26°50′33″E / 44.27083°N 26.8425°E  | Încărcați imagine | Raportați eroare |
| 104216.01.02                           | Situl arheologic de la Sultana - "Valea Orbului" / ansamblu anonim (Categorie: descoperire funerară) (Tip: Așezare)                                 | sat Sultana, comuna Mânăstirea     | Valea Orbului                             | geto-dacică sec. II-I a.Chr.                       | 1974                                 | 44°16′15″N 26°50′33″E / 44.27083°N 26.8425°E  | Încărcați imagine | Raportați eroare |
| 104216.01.04                           | Situl arheologic de la Sultana - "Valea Orbului" / ansamblu anonim (Categorie: descoperire funerară) (Tip: Așezare)                                 | sat Sultana, comuna Mânăstirea     | Valea Orbului                             | Dridu sec. IX - X                                  | 1974                                 | 44°16′15″N 26°50′33″E / 44.27083°N 26.8425°E  | Încărcați imagine | Raportați eroare |
| 104216.01.03                           | Situl arheologic de la Sultana - "Valea Orbului" / ansamblu anonim (Categorie: descoperire funerară) (Tip: Necropolă)                               | sat Sultana, comuna Mânăstirea     | Valea Orbului                             | sarmatică                                          | 1974                                 | 44°16′15″N 26°50′33″E / 44.27083°N 26.8425°E  | Încărcați imagine | Raportați eroare |